# 壽桃包
壽桃包，或稱壽桃，是蓮茸包或豆沙包的一種，通常是白色包身，頂部表面染上粉紅點或淺粉紅色，中間佔半長度有微微直紋，包身一邊尖細，以模仿桃的形狀，用於壽宴。
在傳統的稱謂上，用以壽宴或神佛誕的壽桃包稱為「壽桃」；用於白事的平安包稱為「壽包」。但時至今日，香港不少酒家業界，乃至普羅大眾，已混淆兩者的稱謂，不時將兩者皆簡稱為「壽包」。

## 變化
壽桃包傳至日本琉球（沖繩縣），演變成李桃餅（りとうぺん），是一種傳統琉球菓子。